# Gare de Thaon
Gare de Thaon vasútállomás Franciaországban, Thaon-les-Vosges településen.

## Vasútvonalak
Az állomást az alábbi vasútvonalak érintik:
- Blainville-Damelevières–Lure-vasútvonal

## Kapcsolódó állomások
A vasútállomáshoz az alábbi állomások vannak a legközelebb:
- Gare de Châtel - Nomexy
- Gare d’Igney
- Gare d’Épinal